# Aretxabaleta
Aretxabaleta är en kommun i Spanien. Den ligger i Gipuzkoaprovinsen i den autonoma regionen Baskien i norra delen av landet, 300 km norr om huvudstaden Madrid. Antalet invånare är 7 194 (2024). Arean är 26,91 kvadratkilometer.